# Jorge Banguero
Jorge Banguero (Cali, Valle del Cauca, Colombia; 4 de octubre de 1974) es un exfutbolista colombiano. Jugaba como mediocampista.

## Trayectoria
Su carrera profesional se inició en 1999 integrando la plantilla del Deportivo Pasto, ese mismo año apareció en el Real Cartagena que logró por primera vez el ascenso a Primera A convirtiéndose en uno de los jugadores más destacados donde se mantuvo un par de temporadas; en el segundo semestre de 2001 pasa a Deportes Tolima, gracias a su buena actuación con estos equipos en 2002 es llamado por Jaime de la Pava para reforzar el medio campo de América de Cali. Con los Diablos Rojos logra el título del Apertura 2002 además de buenas participaciones en Copa Libertadores; en este equipo se mantuvo hasta el Finalización 2005 para recalar en Millonarios en 2006, luego regresa al América en 2007 durante toda la temporada recuperando gran parte de su nivel mostrado en temporadas anteriores. 
En 2008 pasa al Junior de Barranquilla y en el 2009 vuelve  al América de Cali, para el Torneo Apertura  y una nueva participación de Copa Libertadores. Después de salir con otros 12 jugadores del equipo es renovado con América para el segundo semestre.
En 2010 y 2011 muestra un gran nivel, convirtiéndose en uno de los máximos referentes del equipo escarlata, además de ser el capitán de los diablos rojos durante 2 años seguidos; luego del descenso a finales de 2011 sale del América por lo que la temporada 2012 estuvo sin equipo, pero entrenando todo el año en Cascajal tuvo ofertas del Real Cartagena pero no concreto nada, para 2013 se especuló su regreso con América.

## Selección nacional
Ha sido parte de la Selección de fútbol de Colombia, en la Copa América 2007 y las eliminatorias a Alemania 2006 y Sudáfrica 2010; siendo mayormente convocado durante la era de Jorge Luis Pinto al frente de la selección tricolor.

### Participaciones enCopas América
| Copa América      | Sede      | Resultado      | PJ | GA | Asis |
| ----------------- | --------- | -------------- | -- | -- | ---- |
| Copa América 2007 | Venezuela | Fase de grupos | 2  | 0  | 0    |

### Participaciones enEliminatorias al Mundial
| Eliminatoria                            | Sede del Mundial       | Posición               | Resultado              | PJ                                 | GA | Asis |
| --------------------------------------- | ---------------------- | ---------------------- | ---------------------- | ---------------------------------- | -- | ---- |
| Eliminatorias Mundial de Alemania 2006  | Alemania               | 6°lugar 24pts          | Eliminado              | 0 (una convocatoria como suplente) | 0  | 0    |
| Eliminatorias Mundial de Sudáfrica 2010 | Sudáfrica              | 7°lugar 23pts          | Eliminado              | 1                                  | 0  | 0    |
| Total en Eliminatorias                  | Total en Eliminatorias | Total en Eliminatorias | Total en Eliminatorias | 1                                  | 0  | 0    |

## Clubes
| Club                | País                | Año                 | Partidos | Goles |
| ------------------- | ------------------- | ------------------- | -------- | ----- |
| Deportivo Pasto     | Colombia            | 1999                | 4        | 0     |
| Real Cartagena      | Colombia            | 1999 - 2001         | 60       | 6     |
| Deportes Tolima     | Colombia            | 2001                | 22       | 2     |
| América de Cali     | Colombia            | 2002 - 2006         | 183      | 21    |
| Millonarios         | Colombia            | 2007                | 26       | 0     |
| Junior              | Colombia            | 2008                | 20       | 0     |
| América de Cali     | Colombia            | 2009 - 2011         | 70       | 1     |
| Total en su carrera | Total en su carrera | Total en su carrera | 385      | 30    |

## Palmarés

### Campeonatos nacionales
| Título          | Club            | País     | Año  |
| --------------- | --------------- | -------- | ---- |
| Primera B       | Real Cartagena  | Colombia | 1999 |
| Torneo Apertura | América de Cali | Colombia | 2002 |